# ابن جريج
أبو الوليد عبد الملك بن عبد العزيز بن جريج الأموي مولاهم. (80 هـ - 150 هـ) ويلقّب بابن جريج قال عبد الرزاق الصنعاني: «كان له كنيتان أبو الوليد وأبو خالد.»، أحد العلماء الفقهاء وقرّاء القرآن ورواة الحديث عند أهل السنة والجماعة. وهو من تابعي التابعين.
وهو رومي الأصل وقد كان جريج (جدّ عبد الملك) عبدا لأم حبيب بنت جبير. وكانت تحت عبد العزيز بن عبد الله بن خالد بن أسيد بن أبي العيص بن أمية فنسب إلى ولائه. ولد في مكة عام الجحاف (سيل كان بمكة) سنة 80 هـ، وتوفي فيها.
لازم عطاء بن أبي رباح فترة طويلة وكان من أثبت الناس فيه. فقد روى ابن أبي حاتم قال: «قال ابن جريج: «كنت أتتبع الأشعار الغريبة والأنساب فقيل لي لو لزمت عطاء فلزمته.»». وقال ابن جريج: «أتيت عطاء وأنا أريد هذا الشأن، وعنده عبد الله بن عبيد بن عمير، فقال لي عبد الله بن عبيد: قرأت القرآن؟ قلت: لا، قال: فاذهب فاقرأ القرآن ثم أطلب العلم، قال: فذهبت فغبرت زمانا حتى قرأت القرآن، ثم جئت إلى عطاء وعنده عبد الله بن عبيد، فقال: تعلمت القرآن، أو قرأت القرآن؟ قلت: نعم، قال: تعلمت الفريضة؟ قلت: لا، قال: فتعلم الفريضة ثم أطلب العلم، قال: فطلبت الفريضة ثم جئت. فقال: تعلمت الفريضة؟ قلت: نعم، قال: الآن فاطلب العلم، قال: فلزمت عطاء سبع عشرة سنة.». لازم عمرو بن دينار بعد وفاة عطاء وأخذ عنه العلم. قال: «جالست عمرو بن دينار بعدما فرغت من عطاء تسع سنين.»
وقد ذكر عبد الرزاق الصنعاني و الذهبي وغيرهم أن ابن جريج كان أول من صنّف الكتب في الحديث. وقد ضعّف العلماء روايته عن الزهري وعلل الذهبي ذلك قائلا: «أن ابن جريج كان يروي بالإجازة، وبالمناولة، ويتوسع في ذلك، ومن ثم دخل عليه الداخل في رواياته عن الزهري؛ لأنه حمل عنه مناولة، وهذه الأشياء يدخلها التصحيف، ولا سيما في ذلك العصر، لم يكن حدث في الخط بعد شكل ولا نقط.»
أخذ قراءة القرآن عن عبد الله بن كثير، وروى عنه القراءة سلام بن سليمان و يحيى بن سعيد الأنصاري و سفيان الثوري.
مات في أول عشر ذي الحجة سنة 150 هـ وهو ابن 76 سنة. وقال البخاري: «قال المقرئ: «مات سنة خمسين»، وقال يحيى بن بكير: «مات سنة إحدى وخمسين».» وذكر الذهبي أنه مات وعمره سبعون سنة، قال: «سنه وسن أبي حنيفة واحد، ومولدهما وموتهما واحد.»

## أقوال العلماء فيه
- قال ابن سعد: «قال محمد بن عمر: «كان ثقة كثير الحديث جدا.»»[6]
- وقال العجلي: «ثقة.»[14]
- وقال ابن حبان: «كان من فقهاء أهل الحجاز وقرائهم ومتقنيهم وكان يدلس.»[15]
- وقال أبو زرعة الرازي: «بَخٍ! ذلك من الأئمّة.»[16]
- وقال عنه شيخه عطاء بن أبي رباح: «ابن جريج سيد أهل الحجاز.»[4]
- وقال أحمد بن حنبل: «إذا قال ابن جريج: «قال فلان وقال فلان» و«أُخبرت» جاء بمناكير، وإذا قال: «أخبرني» و«سمعت» فحسبك به.» وقال: «كان ابن جريج من أوعية العلم»[9]
- وقال يحيى بن معين: «ليس بشيء في الزهري.»[9]
- وقال الذهبي: «الفقيه أحد الاعلام.»[17] وقال: «عالم أهل مكة وكان أحد أوعية العلم، وهو أول من صنف التصانيف في الحديث.»[11] وقال: «الإمام، العلامة، الحافظ، شيخ الحرم... والرجل في نفسه ثقة، حافظ، لكنه يدلس بلفظة: عن.»[12]
- وقال علي بن المديني: «لم يكن في الأرض أعلم بعطاء من ابن جريج، وبلغنا أن ابن جريج ما سمع من الزهري شيئا إنما أخذ عنه مناولة وإجازة.»[11]
- وقال يحيى بن سعيد الأنصاري: «كان ابن جريج صدوقا، فإذا قال: «حدثني»، فهو سماع. وإذا قال: «أنبأنا» أو «أخبرني»، فهو قراءة. وإذا قال: «قال»، فهو شبه الريح.»[12]
- وقال أبو عاصم النبيل: «كان ابن جريج من العباد، كان يصوم الدهر، سوى ثلاثة أيام من الشهر.»[18]
- وقال ابن كثير: «أحد أئمة أهل الحجاز.»[19]
- وقال الزركلي: «فقيه الحرم المكيّ. كان إمام أهل الحجاز في عصره.»[5]

## شيوخه وتلاميذه
- شيوخه ومن روى عنهم:

أبوه عبد العزيز وعطاء بن أبي رباح وإسحاق بن أبي طلحة وزيد بن أسلم والزهري وسليمان بن أبي مسلم الأحول وصالح بن كيسان وصفوان بن سليم وطاووس بن كيسان وابن أبي مليكة و عبد الله بن محمد بن عقيل وعطاء الخراساني وعكرمة وقيل لم يسمع منه، وعمرو بن دينار وسعيد بن الحويرث وابو الزبير ومحمد بن المنكدر ونافع مولى بن عمر وهشام بن عروة وموسى بن عقبة ومنصور بن عبد الرحمن الحجبي وأبي بكر بن أبي مليكة وإسماعيل بن أمية وإسماعيل بن محمد بن سعد وأيوب السختياني وجعفر الصادق والحارث بن أبي ذباب والحسن بن مسلم بن يناق وزياد بن سعد الخراساني وسليمان الأحول وسهيل بن أبي صالح وأبي قزعة سويد بن حجير وعامر بن مصعب وعبد الله بن أبي بكر بن حزم وعبد الله بن طاوس وعبد الله بن عبيد بن عمير وعبد الله بن كيسان ومحمد بن عمر وعبد الحميد بن جبير ابن شيبة وعثمان بن أبي سليمان وعكرمة بن خالد المخزومي وعمرو بن عبد الله بن عروة وعمرو بن عطاء أبي الخوار وعمرو بن يحيى بن عمارة وعبد الله بن عبد الرحمن بن أبي حسين وعبد الله بن عبد الرحمن بن يحنس وعبد الكريم الجزري وعبيد الله بن أبي يزيد والعلاء بن عبد الرحمن والقاسم بن أبي بزة ومحمد ابن عباد بن جعفر ومحمد بن يوسف المدني وهشام بن حسان والوليد بن عطاء بن خباب ويحيى بن سعيد الأنصاري ويعلى بن مسلم ويعلى بن حكيم ويحيى بن عبد الله بن صيفي ويوسف بن ماهك ويوسف بن يونس وبنانة مولاة عبد الرحمن بن حيان وسعيد بن أبي أيوب ويحيى بن أيوب المصريان وهما أصغر منه وعبيد الله بن عمر العمري ومعمر بن راشد وهما من أقرانه وخلق كثير.
- تلاميذه ومن روى عنه:

روى عنه أبناه عبد العزيز ومحمد والأوزاعي والليث بن سعد ويحيى بن سعيد الأنصاري وهو من شيوخه وحماد بن زيد وعبد الوهاب الثقفي وعيسى بن يونس ووهيب بن خالد وأبو قرة موسى ابن طارق وحفص بن غياث ومسلم بن خالد الزنجي ومفضل بن فضالة المصري وهمام بن يحيى وإسماعيل بن علية وإسماعيل بن عياش وابن عيينة وخالد بن الحارث وزهير بن محمد التميمي وأبو خالد الأحمر وأبو ضمرة وعبد الله بن إدريس وابن المبارك وابن وهب والقطان والوليد بن مسلم ووكيع ويحيى بن زائدة ويحيى بن سعيد الأموي وهشام بن يوسف الصنعاني وغندر وأبو أسامة ومحمد بن بكر البرساني وحجاج بن محمد المصيصي وحماد بن مسعدة وروح بن عبادة وعبد الله بن الحارث المخزومي وعبد الله بن داود الخريبي وعبد الرزاق الصنعاني وعبد المجيد بن أبي رواد ومخلد بن يزيد والنضر بن شميل وعلي بن مسهر ومكي بن إبراهيم ومحمد بن عبد الله الأنصاري وعبيد الله بن موسى وأبو عاصم وعثمان بن الهيثم وآخرون.ء

## مؤلفاته
ذكر المحققون ان له كتاب السنن في الحديث وكتابا في تفسير القرآن.